# کومورنگکی
کومورنگکی (به لهستانی:  Komorniki) یک روستا در لهستان است که در گمینا کومورنگکی واقع شده‌است.
 کومورنگکی  ۲۰٬۰۰۰ نفر جمعیت دارد.